# Championnat d'Israël de football 1979-1980
Navigation
Championnat d'Israël 1978-1979 Championnat d'Israël 1980-1981
Le Championnat d'Israël de football 1979-1980 est la 28e édition de ce championnat.

## Classement[1]
| Rang | Équipe                  | Pts | J  | G  | N  | P  | Bp | Bc | Diff |
| ---- | ----------------------- | --- | -- | -- | -- | -- | -- | -- | ---- |
| 1    | Maccabi Netanya         | 46  | 30 | 19 | 8  | 3  | 53 | 23 | +30  |
| 2    | Hapoël Tel-Aviv         | 36  | 30 | 10 | 16 | 4  | 28 | 19 | +9   |
| 3    | Shimshon Tel-Aviv       | 32  | 30 | 11 | 10 | 9  | 33 | 24 | +9   |
| 4    | Hapoël Yehud            | 32  | 30 | 10 | 12 | 8  | 26 | 24 | +2   |
| 5    | Maccabi Tel-Aviv        | 32  | 30 | 9  | 14 | 7  | 33 | 35 | -2   |
| 6    | Bnei Yehoudah           | 31  | 30 | 10 | 11 | 9  | 33 | 28 | +5   |
| 7    | Hapoël Kfar Sabah       | 31  | 30 | 10 | 11 | 9  | 30 | 26 | +4   |
| 8    | Maccabi Petah-Tikvah    | 30  | 30 | 11 | 8  | 11 | 32 | 34 | -2   |
| 9    | Hapoël Petah-Tikvah     | 28  | 30 | 8  | 12 | 10 | 21 | 34 | -13  |
| 10   | Hapoël Beer-Sheva       | 27  | 30 | 7  | 13 | 10 | 28 | 27 | +1   |
| 11   | Maccabi Ramat Amidar    | 27  | 30 | 6  | 15 | 9  | 21 | 20 | +1   |
| 12   | Hapoël Haïfa            | 27  | 30 | 8  | 11 | 11 | 22 | 33 | -11  |
| 13   | Maccabi Jaffa           | 26  | 30 | 7  | 12 | 11 | 33 | 35 | -2   |
| 14   | Hakoah Amidar Ramat Gan | 26  | 30 | 7  | 12 | 11 | 27 | 36 | -9   |
| 15   | Beitar Tel-Aviv         | 26  | 30 | 7  | 12 | 11 | 27 | 39 | -12  |
| 16   | Betar Jérusalem         | 23  | 30 | 4  | 15 | 11 | 15 | 25 | -10  |

|  | Champion |
|  | Relégué  |

## Bilan de la saison
| Tableau d'Honneur                |                   |
| Compétition                      | Vainqueur         |
| Championnat d'Israël de football | Maccabi Netanya   |
| Coupe d'Israël de football       | Hapoël Kfar Sabah |

| Promotions et relégations |                                                           |
| Relégués en Liga Leumit   | Hakoah Amidar Ramat Gan Beitar Tel-Aviv Betar Jérusalem   |
| Promus en Ligat ha'Al     | Hapoël Ramat-Gan Hapoël Jérusalem FC Hapoël Rishon LeZion |